# FL 스튜디오
FL 스튜디오(FL Studio)는 벨기에의 회사 이미지 라인 소프트웨어가 만든 DAW(Digital Audio Workstation)이다. FL 스튜디오의 이전 버전에서는 단순히 드럼 시퀀서만의 기능을 가지고 있었으나, FL 스튜디오는 큐베이스, 소나 등 타 시퀀서와 같이 미디의 기능을 지원하고 있다. 1999년 12월 18일 초기 버전이 출시되었으며 현재 2015년도에 출시된 버전 12과 2018년도에 출시되 20버전이 출시되어 있고 아이폰, 아이패드, 안드로이드 디바이스를 위한 FL 스튜디오 모바일도 출시되어 있다.
FL 스튜디오는 자체적으로 작곡은 물론 믹싱, 마스터링까지 해결이 가능하며, Fruity Wrapper를 통하여 외부 VST/DX 플러그인을 지원한다. 또한 리와이어(ReWire)의 호스트와 클라이언트 기능을 모두 갖추고 있다. 완성된 음악은 wav, mp3, ogg 포맷의 오디오 파일로 익스포트가 가능하며, MIDI로도 익스포트가 가능하다. wav로 익스포트 할 경우 믹서 채널별로 따로 익스포트할 수 있다.
다른 시퀀서와는 달리 FL 스튜디오는 한 번 구매하면 평생 무료 업데이트가 지원되며, 패턴을 기반으로 한 시퀀서이다. Fruity Video Player를 통하여 비디오를 재생하는 것이 가능하지만 실제 비디오 작업이나 비디오와 함께 익스포트하는 것은 불가능하다.

## 같이 보기
- LMMS